# واندا زمان
واندا زِمان (لهستانی: Wanda Zemans؛ ‏ ۷ آوریل ۱۹۵۲–۲۷ دسامبر ۲۰۱۲) تدوین‌گر اهل لهستان بود.

## گزیدهٔ فیلم‌شناسی
- عالی‌مقام (۱۹۸۶)
- مصائب بالتازار کوبر (۱۹۸۸)
- کورن‌بلومن‌بلائو (۱۹۸۹)
- خوک‌ها (۱۹۹۲)
- هفته مقدس (۱۹۹۵)
- شامانکا (۱۹۹۶)
- پان تادئوش (۱۹۹۹)
- پسرها گریه نمی‌کنند (۲۰۰۰)
- جادوگر (۲۰۰۱)
- انتقام (۲۰۰۲)
- عنصر نامطلوب (۲۰۰۵)
- سیاه‌گوش (۲۰۰۷)
- یک قلب گرم (۲۰۰۸)